# Atlas Saariano
O Atlas Saariano ou Sariano (em árabe: الأطلس الصحراوي) é uma gama da Cordilheira do Atlas. Está localizado principalmente na Argélia, no lado oriental do país, com o seu extremo leste na Tunísia. Embora não seja tão alto quanto o Alto Atlas de Marrocos, os seus picos são mais imponentes do que a gama do Atlas do Tell, que corre paralelamente à costa. O pico mais alto da faixa, com 2236 metros de altitude, é o Monte Issa nos Montes de Ksour.